# Orbeil
 Orbeil  es una población y comuna francesa, situada en la región de Auvernia, departamento de Puy-de-Dôme, en el distrito y cantón de Issoire.

## Demografía
| 372 | 369 | 504 | 663 | 692 | 703 |
| Para los censos de 1962 a 1999 la población legal corresponde a la población sin duplicidades (Fuente: INSEE [Consultar]) |     |     |     |     |     |